# 切斯特納特鎮區 (伊利諾伊州諾克斯縣)
切斯特納特鎮區（英語：Chestnut Township）是位於美國伊利諾伊州諾克斯縣的一個行政鎮區。

## 地方資料
根據2010年美國人口普查的數據，切斯特納特鎮區的面積為93.70平方千米，當中陸地面積為93.70平方千米，而水域面積為0.00平方千米。當地共有人口246人，而人口密度為每平方千米2.63人。